# Perarthrus vittatus
Perarthrus vittatus là một loài bọ cánh cứng trong họ Cerambycidae.